# Dave Holland (batteur)
Pour les articles homonymes, voir Dave Holland (homonymie) et Holland.
Dave Holland (né le 5 avril 1948 à Northampton et mort le 16 janvier 2018 à Lugo) est un batteur de rock britannique. Il est connu pour sa participation aux groupes Trapeze et Judas Priest.

## Biographie
Il est batteur de rock de la fin des années 60 à sa mort. Son style et son était proche de Jason Bonham, mais avec des touches parfois funk.
Il est condamné en 2004 à une peine de prison de 8 ans pour agression sexuelle, sur un handicapé mental de 17 ans à qui il donnait des cours de batterie. Il clama être innocent.
Il meurt le 16 janvier 2018 à Lugo, en Espagne, où il vivait depuis plusieurs années.